# کسترویل (تگزاس)
کسترویل، تگزاس(به انگلیسی: Castroville, Texas) شهری در ایالت تگزاس از ایالات جنوبی ایالات متحده آمریکا است. در سرشماری سال ۲۰۰۰، جمعیت این شهر ۲۶۶۴ نفر اعلام شد.